# استایلوس (رایانه)

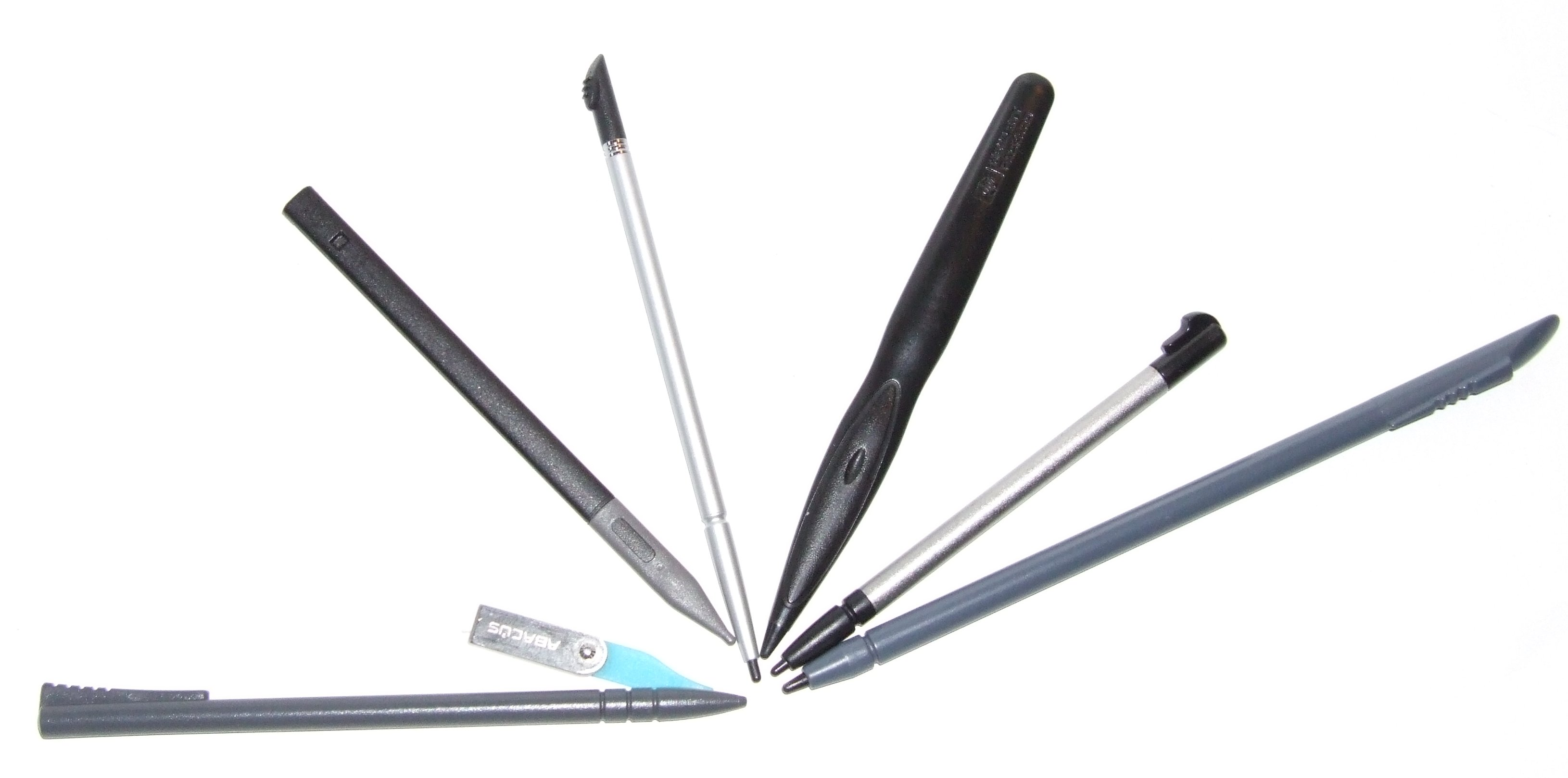
چند نمونه استایلوس از چپ به راست پالم پایلوت، پروفسیونال، فوسایل ویرست پی دی ای، نوکیا ۷۷۰، اودیووکس ایکس وی ۶۶۰۰، اچ پی جورنادا ۵۲۰، شارپ زوروس ۵۵۰۰، و فوجیتسو لایف بوک پی ۱۰۳۲.

در رایانه استایلوس (یا قلم استایلوس) ابزاری به شکل قلم می‌باشد که به عنوان ابزار ورودی دستورها از یک صفحه نمایش کامپیوتر، دستگاه تلفن همراه یا تبلت گرافیکی بکار می‌رود. در دستگاه‌های با صفحه نمایش لمسی کاربر مکان یک قلم بر روی سطح صفحه نمایش را به منظور طراحی یا انتخاب با ضربه زدن قلم بر روی صفحه نمایش استفاده می‌شود. در این شیوه قلم می‌تواند به جای استفاده از یک ماوس یا تاچ پد به عنوان یک دستگاه اشاره‌گر در روش به نام قلم محاسباتی استفاده‌می‌شود.